# Salessje (Kaliningrad)
Salessje (auch: Zales'ye, russisch Залесье, deutsch Mehlauken, 1938–1945 Liebenfelde in Ostpreußen, litauisch Mielaukiai) ist eine Siedlung im Rajon Polessk in der russischen Oblast Kaliningrad. Der Ort gehört zur kommunalen Selbstverwaltungseinheit Stadtkreis Polessk.

## Geographische Lage

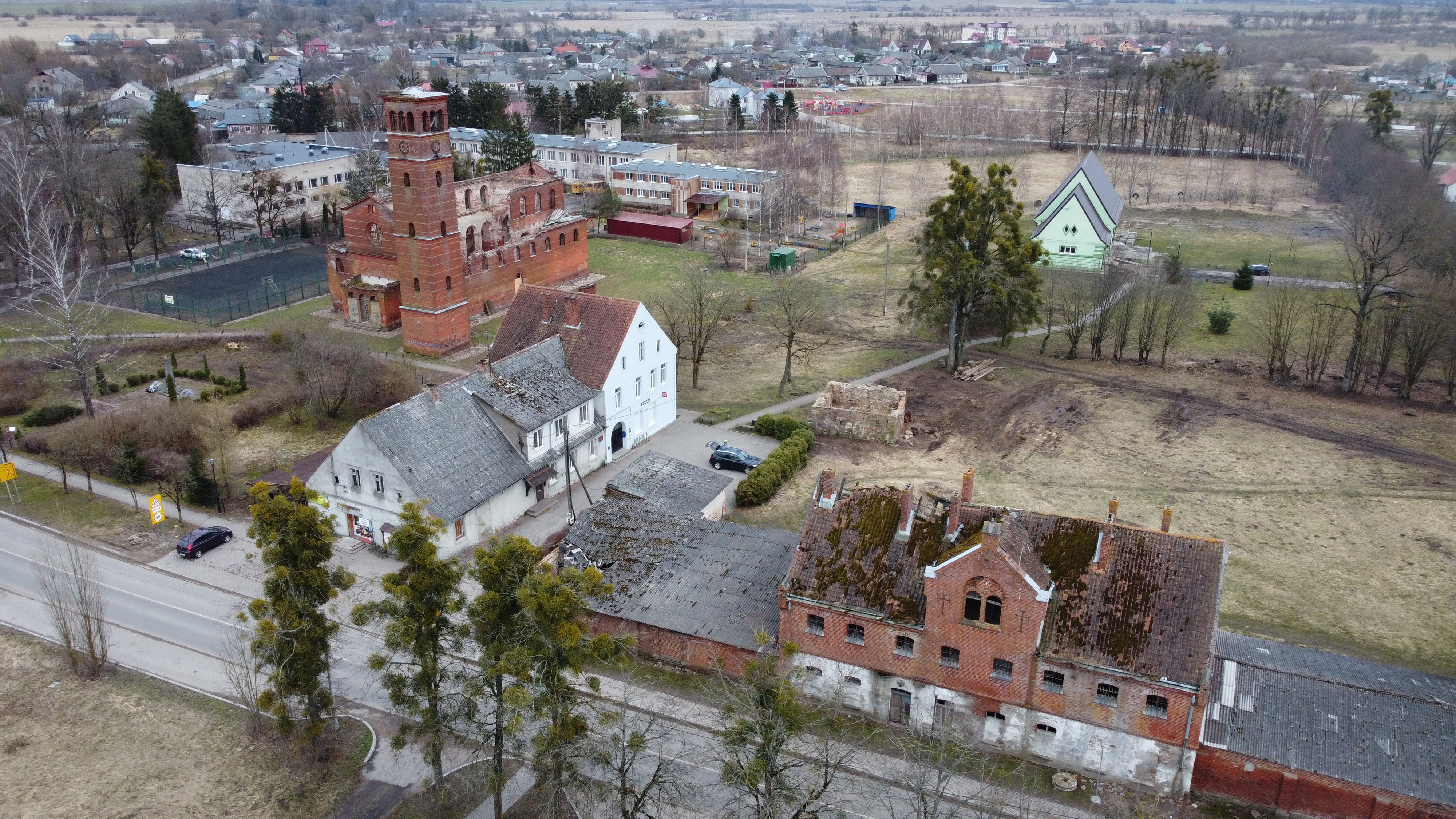
Zentrum von Salessje mit der Kirchenruine Mehlauken (2022)

Salessje liegt an der Regionalstraße 27A-145 (ex A190), die zur Föderalstraße A216 führt. Innerorts zweigt eine Nebenstraße über Wyssokoje (Popelken, 1938–1946 Markthausen) bis nach Majowka (Georgenburg) nördlich von Tschernjachowsk (Insterburg) ab. Salessje ist Bahnstation an der Bahnstrecke Kaliningrad–Sowetsk.
Der Ort liegt rund 70 km östlich von Kaliningrad entfernt.

## Geschichte
Der Marktflecken Mehlauken gehörte bis 1945 zum Kreis Labiau im Regierungsbezirk Königsberg in der preußischen Provinz Ostpreußen und war Sitz eines Amtsgerichtsbezirkes. Von 1874 bis Anfang 1945 war der Ort als Amtssitz namensgebend für einen Amtsbezirk.
Am 29. August 1888 wurde die Landgemeinde Alt Palwlauken (heute nicht mehr existent) nach Mehlauken eingegliedert. Die Einwohnerzahl belief sich 1910 auf 663, zu der noch 165 aus Adlig Mehlauken und 238 des Gutsbezirks Mehlauken (Forst) hinzuzurechnen sind.
Weitere Eingemeindungen fanden in den 1920er Jahren statt: 1922 die Landgemeinde Ant-Alexen (nicht mehr existent), 1926 die Landgemeinde Alexen (1930 bis 1946: Grotfeld, heute russisch: Alexandrowka) und 1928 der Gutsbezirk Alt Sternberg (russisch: Podlipnoje, existiert nicht mehr). Im Jahre 1933 war die Gesamteinwohnerzahl auf 2.741 angewachsen, und als zum 1. April 1939 noch die Gemeinden Friedrichsmühle (bis 1938: Luschninken, heute russisch: Polewoi) und Kunzenrode (bis 1938: Patilschen, russisch: Oruscheinoje, nicht mehr existent) eingegliedert wurden, stieg die Zahl auf 4.091.
Am 3. Juni – amtlich bestätigt am 16. Juli – 1938 wurde Mehlauken in „Liebenfelde (Ostpr.)“ umbenannt.
Nach dem Zweiten Weltkrieg wurde Liebenfelde innerhalb des nördlichen Ostpreußens der Sowjetunion zugeordnet. Im Juni 1947 erhielt der Ort die russische Bezeichnung Salessje. Gleichzeitig wurde der Ort Sitz eines Dorfsowjets. Bis zum Juli 1947 gehörte Salessje zum Rajon Tschernjachowsk, dann zum Rajon Bolschakowo und seit 1963 zum Rajon Polessk. Von 2008 bis 2016 war Salessje Sitz einer Landgemeinde und gehört seither zum Stadtkreis Polessk.

### Amtsbezirk Mehlauken/Liebenfelde (1874 bis 1945)
Zwischen 1874 und 1945 war Zentrum eine Amtsbezirks mit anfangs sechs, später nur noch einer Gemeinde:
| Name            | Änderungsname 1938 bis 1946 | Russischer Name  | Bemerkungen                                                                                  |
| --------------- | --------------------------- | ---------------- | -------------------------------------------------------------------------------------------- |
| Adlig Mehlauken | Liebenfelde                 | Salessje         | 1888 in die Landgemeinde Mehlauken umgewandelt                                               |
| Alexen          | seit 1930: Grotfeld         | Alexandrowka     | 1926 in die Landgemeinde Mehlauken eingegliedert                                             |
| Alt Abschruten  | Ehlertfelde                 | Krasnocholmskoje | 1896 in Landgemeinde „Abschruten“ umbenannt, 1924 in den Amtsbezirk Piplin umgegliedert      |
| Alt Palwlauken  |                             |                  | 1888 in die Landgemeinde Mehlauken eingegliedert                                             |
| Ant-Alexen      |                             |                  | 1922 in die Landgemeinde Mehlauken eingegliedert                                             |
| Luschninken     | Friedrichsmühle             | Polewoi          | 1924 in den Amtsbezirk Uszballen umgegliedert, 1939 wieder nach Liebenfelde zurückgegliedert |

Aufgrund der strukturellen Veränderungen bestand der Amtsbezirk Liebenfelde (er wurde 1938 umbenannt) nur noch aus der Gemeinde Liebenfelde.

### Salessowski selski Sowet/okrug 1947–2008
Der Dorfsowjet Salessowski selski Sowet (ru. Залесовский сельский Совет) wurde im Juni 1947 zunächst im Rajon Tschernjachowsk eingerichtet. Im Juli 1947 gelangte der Dorfsowjet in den neu geschaffenen Rajon Bolschakowo. Nach dessen Auflösung gehörte der Dorfsowjet seit 1963 zum Rajon Polessk. Nach dem Zerfall der Sowjetunion bestand die Verwaltungseinheit als Dorfbezirk Salessowski selski okrug (ru. Залесовский сельский округ). Im Jahr 2008 wurde der Dorfbezirk in die Landgemeinde Salessowskoje selskoje posselenije umgewandelt.
| Ortsname                          | Name bis 1947/50                                                                              | Bemerkungen |
| --------------------------------- | --------------------------------------------------------------------------------------------- | --- |
| Alexandrowka (Aлексaндровкa)      | Alexen, seit 1926 zu Mehlauken/Liebenfelde                                                    | Der Ort wurde 1947 umbenannt. |
| Blischneje (Ближнее)              | Klein Elxnupönen, 1938–1945: „Kleinerlenfließ“                                                | Der Ort wurde 1947 umbenannt. |
| Dalneje (Дaльнее)                 | Bittkallen, 1938–1945: „Bitterfelde“                                                          | Der Ort wurde 1947 umbenannt. |
| Gorki (Горки)                     | Plicken                                                                                       | Der Ort wurde 1947 umbenannt und vor 1988 verlassen. |
| Iskrowo (Искрово)                 | Plattupönen, 1938–1945: „Breitflur“                                                           | Der Ort wurde 1947 umbenannt. |
| Jagodnoje (Ягодное)               | Bittehnen, 1938–1945: „Biehnendorf“                                                           | Der Ort wurde 1947 umbenannt. |
| Kaschtanowo (Каштаново)           | Schmilgienen, 1938–1945: „Kornfelde“                                                          | Der Ort wurde 1947 umbenannt. |
| Krasnaja Poljana (Красная Поляна) | Uszballen/Uschballen, 1938–1945: „Mühlenau“                                                   | Der Ort wurde 1947 umbenannt und vor 1988 verlassen. |
| Krasnocholmskoje (Краснохолмское) | (Alt) Abschruten, 1938–1945: „Ehlertfelde“                                                    | Der Ort wurde 1947 umbenannt. |
| Luschki (Лужки)                   | Groß Kallkeninken, 1938–1945: „Kalkfelde“ und Klein Kallkeninken, 1938–1945: „Kleinkalkfelde“ | Der Ort wurde 1947 umbenannt und vor 1975 verlassen. |
| Mochowoje (Моховое)               | Abschruten [Gut], 1938–1945: „zu Ehlertfelde“ und Löwenberg                                   | Der Ort wurde 1950 umbenannt und vermutlich vor 1975 an den Ort Krasnocholmskoje angeschlossen. |
| Nowaja Schisn (Новая Жизнь)       | Bittkallen, 1938–1945: „Bitterfelde“                                                          | Der Ort wurde 1947 umbenannt und war zunächst in den Dorfsowjet Wyssokowski eingeordnet. Es handelt(e) sich dabei aber offenbar nicht um den Ort Bittkallen/Bitterfelde, sondern um die Wohnplätze Friedrichswalde und Neu Domharthenen/Kleindomhardtfelde jenseits der ehemaligen Reichsstraße 138. |
| Nowoselskoje (Новосельское)       | Schaltischledimmen, 1929–1947: Neuwiese                                                       | Der Ort wurde 1947 umbenannt. |
| Oktjabrskoje (Октябрское)         | Panzerlauken, 1938–1945: „Panzerfelde“                                                        | Der Ort wurde 1947 umbenannt. |
| Oruscheinoje (Оружейное)          | Patilschen, 1938–1945: „Kunzenrode“, und Skieslauken, 1938–1945: „Mörnersfelde“               | Der Ort wurde 1950 umbenannt und vor 1975 verlassen. |
| Peski (Пески)                     | Parwischken, 1938–1945: „Parwen“                                                              | Der Ort wurde 1947 umbenannt. |
| Podlipnoje (Подлипное)            | Alt Sternberg und Friedrichsdorf                                                              | Der Ort wurde 1947 umbenannt und vor 1975 an den Ort Alexandrowka angeschlossen. |
| Polewoi (Полевой)                 | Luschninken, 1938–1945: „Friedrichsmühle“                                                     | Der Ort wurde 1950 umbenannt. |
| Sadowoje (Садовое)                | Schillgallen, 1938–1945: „Heiderode“                                                          | Der Ort wurde 1947 umbenannt und vor 1988 verlassen. |
| Salessje (Залесье)                | Mehlauken, 1938–1945: „Liebenfelde“                                                           | Verwaltungssitz |
| Saretschje (Заречье)              | Schwirgslauken, 1938–1945: „Kornhöfen“                                                        | Der Ort wurde 1947 umbenannt. |
| Sarja (Заря)                      | Mehlathal, 1938–1945: „Liebenhof“                                                             | Der Ort wurde 1947 umbenannt und vor 1975 verlassen. |
| Selenowo (Зеленово)               | Minchenwalde, 1938–1945: „Lindenhorst“                                                        | Der Ort wurde 1947 umbenannt. |
| Sujewka (Зуевка)                  | Rogainen, 1938–1945: „Hornfelde“                                                              | Der Ort wurde 1947 umbenannt. |
| Winogradnoje (Виноградное)        | Schaudienen, 1938–1945: „Kornhöfen“                                                           | Der Ort wurde 1947 umbenannt. |

Der im Jahr 1947 umbenannte Ort Wischnjaki (Kischen), der zunächst ebenfalls in den Salessowski selski Sowet eingeordnet worden war, kam dann (vor 1975) aber zum Gastellowski selski Sowet.

### Salessowskoje selskoje posselenije 2008–2016

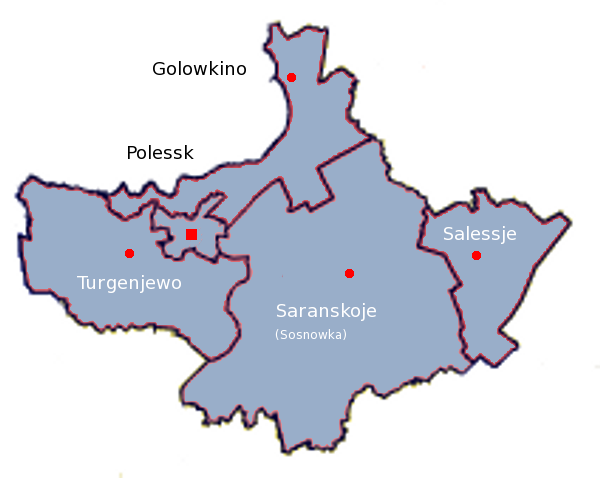
Die Lage der Landgemeinde Salessowskoje selskoje posselenije im Osten des Rajons Polessk

Die Landgemeinde Salessowskoje selskoje posselenije (ru. Залесовское сельское поселение) wurde im Jahr 2008 eingerichtet. Ihrem Verbund gehörten 17 jeweils „Siedlung“ (russisch: possjolok) genannte Ortschaften an, die zuvor zum Dorfbezirk Salessowski selski okrug gehört hatten. In der Gemeinde lebten 2.111 Einwohner (Stand: 2013). Im Jahr 2017 ging die Gemeinde im neu gebildeten Stadtkreis Polessk auf.
| Ortsname                          | deutscher Name                                          |
| --------------------------------- | ------------------------------------------------------- |
| Alexandrowka (Александровка)      | Alexen                                                  |
| Blischneje (Ближнее)              | Klein Elxnupönen/Kleinerlenfließ                        |
| Dalneje (Дальнее)                 | Bittkallen/Bitterfelde und Paschwentschen/Wittenrode    |
| Iskrowo (Искрово)                 | Plattupönen/Breitflur                                   |
| Jagodnoje (Ягодное)               | Bittehnen/Biehnendorf                                   |
| Kaschtanowo (Каштаново)           | Schmilgienen/Kornfelde                                  |
| Krasnocholmskoje (Краснохолмское) | Abschruten/Ehlertfelde                                  |
| Nowaja Schisn (Новая Жизнь)       | Friedrichswalde und Neu Domharthenen/Kleindomhardtfelde |
| Nowoselskoje (Новосельское)       | Schaltischledimmen/Neuwiese                             |
| Oktjabrskoje (Октябрьское)        | Panzerlauken/Panzerfelde                                |
| Peski (Пески)                     | Parwischken/Parwen                                      |
| Polewoi (Полевой)                 | Luschninken/Friedrichsmühle                             |
| Salessje (Залесье)                | Mehlauken/Liebenfelde                                   |
| Saretschje (Заречье)              | Schwirgslauken/Herzfelde (Ostpr.)                       |
| Selenowo (Зеленово)               | Minchenwalde/Lindenhorst                                |
| Sujewka (Зуевка)                  | Rogainen/Hornfelde                                      |
| Winogradnoje (Виноградное)        | Schaudienen/Kornhöfen                                   |

## Kirche
Siehe den Hauptartikel → Kirche Mehlauken

### Kirchengebäude

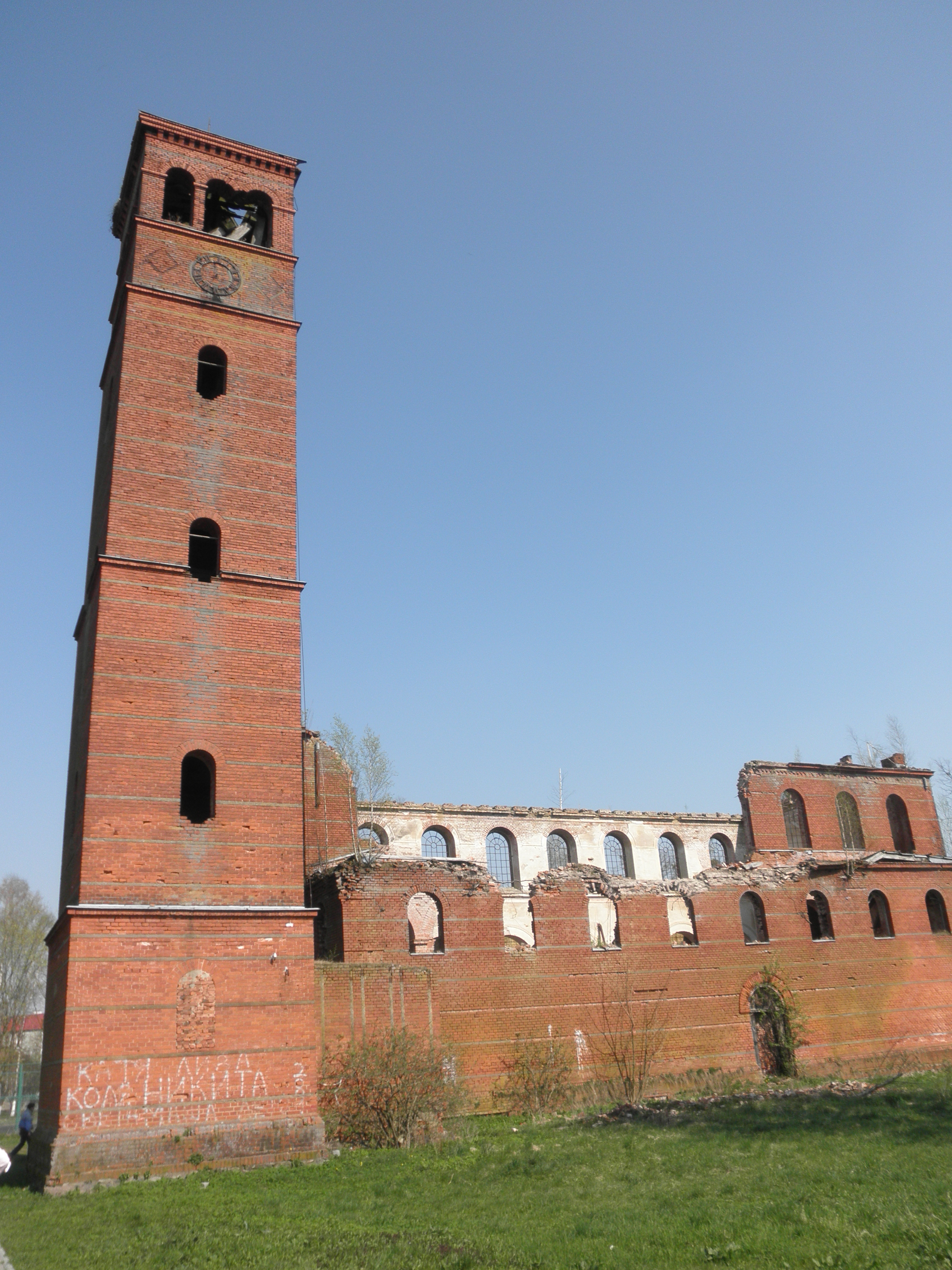
Kirchenruine Mehlauken (2014)

Die Kirche Mehlauken wurde in den Jahren 1843 bis 1846 erbaut und am 25. Oktober 1846 eingeweiht. Bei ihr handelt es sich um einen italienisch wirkenden Bau mit separatem Glockenturm (Campanile). Das Kirchenschiff ist heute (2014) lediglich noch eine Ruine. Die Kirche steht in der Ortsmitte südlich der ul. Bolschakowska. Im Jahre 1993 wurde das nach 1945 fremdgenutzte Kirchengebäude der Russisch-orthodoxen Kirche übereignet, die es anfangs provisorisch sanierte, dann aber nahezu dem Verfall überließ.

### Kirchengemeinde
Die Bevölkerung Mehlaukens war vor 1945 überwiegend evangelischer Konfession. Bis 1841 war sie in das Kirchspiel der Kirche Popelken eingepfarrt, aus der dann ein Kirchspiel von 30 Orten und Wohnplätzen heraus- und in die neue Pfarrei der Kirche Mehlauken umgegliedert wurde. Bis zu drei Pfarrer taten in der stets wachsenden Gemeinde gleichzeitig Dienst. Die Gemeinde gehörte bis 1945 zum Kirchenkreis Labiau in der Kirchenprovinz Ostpreußen der Kirche der Altpreußischen Union.
Aufgrund von Flucht und Vertreibung der einheimischen Bevölkerung kam das kirchliche Leben in Salesje zum Erliegen. Heute liegt der Ort im Einzugsbereich einer in den 1990er Jahren neu entstandenen evangelisch-lutherischen Gemeinde in Bolschakowo (Groß Skaisgirren, 1938 bis 1946 Kreuzingen), einer Filialgemeinde der Kirchenregion der Salzburger Kirche in Gussew (Gumbinnen) innerhalb der Propstei Kaliningrad der Evangelisch-lutherischen Kirche Europäisches Russland.

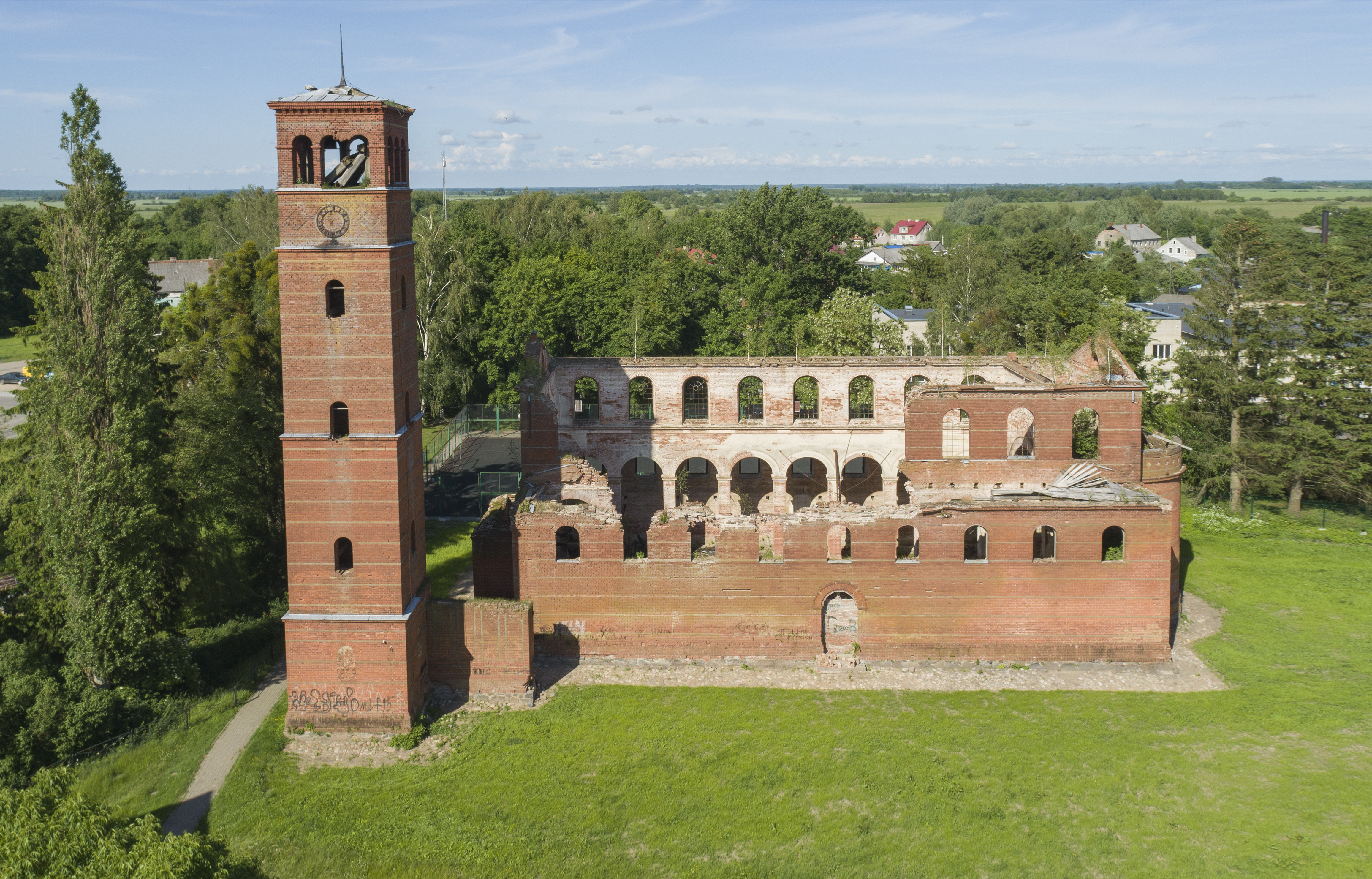
Kirchenruine Mehlauken (2022)

Seitens der russisch-orthodoxen Kirche liegt Salessje in der Diözese Kaliningrad und Baltijsk.

## Schule
Seit 1843 gab es in Mehlauken ein Schulhaus. Die Schule wurde ab 1911 dreiklassig, war aber bald nicht mehr groß genug. Im Jahre 1927 wurde eine siebenklassige Volksschule, später „Mittelschule“ genannt, eingeweiht. Beim Einmarsch der Roten Armee im Jahre 1945 brannte diese aus. Aus der Turnhalle machte man nach 1945 einen Kino- und Tanzsaal. Außerdem gab es in Mehlauken eine Landwirtschaftsfachschule und eine Berufsschule. Dieses Schulgebäude steht nicht mehr.

## Persönlichkeiten des Ortes

### Söhne und Töchter des Ortes
- Arnold Freymuth (* 28. November 1872 in Mehlauken; † 1933), juristischer Autor
- Paul Freymuth (* 20. Juli 1881 in Mehlauken; † 1944), Rechtsanwalt und Richter, NS-Opfer
- Hella Hirschfelder-Stüve (* 14. März 1905 in Mehlauken; † 1977), bildende Künstlerin
- Manfred Gritzko (* 19. Mai 1925 in Mehlauken; † 2015), Politiker (LDPD)
- Hans Georg Anniès (* 25. Mai 1930 in Mehlauken; † 2006), Druckgraphiker und Bildhauer

### Mit dem Ort verbunden
- Arthur Daehnke (1872–1932), Amtsrichter und Offizier in Mehlauken (verstarb hier am 30. Januar 1932)
- Erich Kürschner (1889–1966), Widerstandskämpfer gegen den Nationalsozialismus und religiöser Sozialist (war hier von 1920 bis 1928 evangelischer Pfarrer)